# دبليو دبليو إي سماكداون ضد رو 2006
دبليو دبليو إي سماكداون ضد رو 2006 (بعنوان إضافي في اليابان إكسيتنغ برو ريسلنغ 7) هي لعبة فيديو مصارعة محترفة أُصدرت لمنصتي بلاي ستيشن 2 وبلاي ستيشن بورتبل نشرتها تي إتش كيو وطورتها يوكز. اللعبة جزء من سلسلة ألعاب الفيديو دبليو دبليو إي سماكداون ضد رو (أُعيد تسميتها إلى دبليو دبليو إي تو كي) المأخوذة من ترويج مصارعة المحترفين دبليو دبليو إي. اللعبة هي تتمة للعبة دبليو دبليو إي سماكداون ضد رو ولحقتها لعبة دبليو دبليو إي سماكداون ضد رو 2007 في عام 2006.
البؤرة الرئيسية للعبة هي جلب المزيد من الواقعية والأصالة للسلسلة بمزايا جديدة عديدة، منفصلةً بذلك عن نظام اللعب الشبيه بصناديق الألعاب الذي كان بألعاب سماكداون السابقة. وكذلك إضافة مباريات الوأد وتحقيق خيالك، تضمنت اللعبة أيضًا نمطين جديدين: المدير العام واصنع مدخلاً.
هذه اللعبة هي أول لعبة في سلسلة سماكدوان تُنشر لمنصة بلاي ستيشن بورتبل. وهي أيضًا آخر لعبة حصرية للبلاي ستيشن 2 في السلسلة. وهي أيضًا اللعبة الأكثر مبيعًا لمنصة بلاي ستيشن 2 في السلسلة. أُصدرت نسخة من اللعبة في كتاب صلب حصريًا في أستراليا.

## الاستقبال
| نتائج المراجعة نشرة نقاط بلاي ستيشن 2 بلاي ستيشن بورتبل إلكترونك غيمينغ مونثلي 7.17/10 [ 2 ] غ/م يورو غيمر 7/10 [ 3 ] 8/10 [ 4 ] فاميتسو 31/40 [ 5 ] غ/م غيم إنفورمر 8.75/10 [ 6 ] 8/10 [ 7 ] غيم ريفولوشن ب+ [ 8 ] ب [ 9 ] غيم برو [ 10 ] [ 11 ] غيم سبوت 8.9/10 [ 12 ] 8.5/10 [ 13 ] غيم سباي [ 14 ] غيم تريلرز 8.5/10 [ 15 ] غ/م غيم زون 9.3/10 [ 16 ] 8.9/10 [ 17 ] آي جي إن 9.2/10 8.7/10 [ 18 ] مجلة بلاي ستيشن الرسمية (الولايات المتحدة) [ 19 ] [ 20 ] إكس-بلاي [ 21 ] غ/م ديترويت فري بريس [ 22 ] غ/م مجموع النقاط ميتاكريتيك 84/100 [ 23 ] 81/100 [ 24 ] |              |                   |
| نتائج المراجعة |              |                   |
| نشرة | نقاط         | نقاط              |
| نشرة | بلاي ستيشن 2 | بلاي ستيشن بورتبل |
| إلكترونك غيمينغ مونثلي | 7.17/10      | غ/م               |
| يورو غيمر | 7/10         | 8/10              |
| فاميتسو | 31/40        | غ/م               |
| غيم إنفورمر | 8.75/10      | 8/10              |
| غيم ريفولوشن | ب+           | ب                 |
| غيم برو | [ 10 ]       | [ 11 ]            |
| غيم سبوت | 8.9/10       | 8.5/10            |
| غيم سباي | [ 14 ]       | 4/5 stars         |
| غيم تريلرز | 8.5/10       | غ/م               |
| غيم زون | 9.3/10       | 8.9/10            |
| آي جي إن | 9.2/10       | 8.7/10            |
| مجلة بلاي ستيشن الرسمية (الولايات المتحدة) | [ 19 ]       | [ 20 ]            |
| إكس-بلاي | [ 21 ]       | غ/م               |
| ديترويت فري بريس | [ 22 ]       | غ/م               |
| مجموع النقاط |              |                   |
| ميتاكريتيك | 84/100       | 81/100            |

تلقت اللعبة مراجعات «مقبولة عامةً» على كلتا المنصتين، طبقًا لمجمع المراجعات ميتاكريتيك.
أشاد باللعبة بعض النقاد لعمق محتواها. ذكر مراجع من غيم سبوت أن "الاتساع الهائل للمحتوى يجعلها خيارًا سهلاً لأي متحمس للمصارعة، وربما أفضل لعبة مصارعة متاحة للنظام". عُرضت المقارنات بين هذه اللعبة وبين لعبة منصة نينتندو 64 دبليو دبليو إف نو ميرسي التي نالت استحسانًا، إذ وضع بعض المراجعين اللعبة على قدم المساواة مع نو ميرسي. علق مراجع من آي جي إن أنه "لا يوجد لعبة مصارعة منذ نو ميرسي تعرض هذا الكم من الإعادة أو القيمة أو العمق"، في حين أن مراجع نتجاك قد اقتبس، "دبليو دبليو إف نو ميرسي على نينتندو كانت أفضل لعبة مصارعة، ولكن دبليو دبليو إي سماكداون ضد رو 2006 هي المعيار الجديد. في اليابان، منحت فاميتسو نسخة البلاي ستيشن 2 نتيجة 31 نقطة من أصل 40.
مع ذلك، ظهرت شكاوى بشأن قيود اللعبة على أنماطها. شعر نقاد كمراجع إكس-بلاي أن نمط المدير العام "لا يؤدي كما ينبغي ولكنه بداية عظيمة"، في حين أن مراجع إي توي تشيست اقتبس عن نمط الموسم "لأول مرة خلال هذه اللعبة الأسلوب المرئي الأكثر للقصة كان على الطريق، ولكن نظام اللعب يتسم بالتكرار، وهو لأمر مؤلم بسبب القويد الموضوعة على أبواب القصة الممكنة.
ابتداءً من إصدار اللعبة وحتى ديسمبر 2006، بِيع من اللعبة 3.3 ملايين نسخة. تلقت نسخة البلاي ستيشن 2 جائزة المبيعات «البلاتينية» من جمعية الترفيه التفاعلي في المملكة المتحدة، مما يشير إلى مبيعات وصلت إلى 300 ألف نسخة على الأقل في المملكة المتحدة. في 23 أكتوبر 2006، أُضيفت اللعبة إلى تجميعة أعظم نجاحات سوني.

## روابط خارجية
- دبليو دبليو إي سماكداون ضد رو 2006 على موبي غيمز